# Au-delà du souvenir
Pour plus de détails, voir Fiche technique et Distribution.
Au-delà du souvenir est un film français réalisé par Alain Mazars, sorti en 1987.

## Fiche technique
- Titre : Au-delà du souvenir
- Scénario, réalisation, image, et montage : Alain Mazars
- Production : Binôme
- Pays d'origine :  France
- Format : 35 mm -  couleurs – 1,33
- Durée : 75 minutes
- Genre : expérimental, documentaire
- Date de sortie : 1987

## Distribution
- N.T. Binh : Le chanteur d'opéra
- Shi Ke Long : Le narrateur